# Funkausleuchtung
Funkausleuchtung ist ein Verfahren zur Feststellung der idealen Montagepunkte für WLAN-Access-Points innerhalb eines Gebäudes oder auf einer Freifläche. Dabei wird an verschiedenen möglichen Installationspunkten die voraussichtliche Signalstärke gemessen, um zu erreichen, dass von jedem Punkt der auszuleuchtenden Fläche ein störungsfreier Netzwerkzugang möglich ist. Dadurch wird ermöglicht, dass sich WLAN-Clients innerhalb dieser Fläche oder des Gebäudes frei bewegen können, ohne dabei die drahtlose Netzwerkverbindung zu verlieren.
Relevant ist dieses Verfahren vor allem für größere Unternehmen und Institutionen, deren Gebäude sich über eine große Fläche erstrecken.
Im Bereich von lizenzierten ortsfesten Datenfunknetzen dient die Funkausleuchtung vor Ort insbesondere drei Zielen:
1. Das Mengengerüst (für Ausschreibungen) wird ermittelt. Dies sind insbesondere die Mastlängen, Koaxkabellängen und -typen, Antennentypen und Hinweise auf die Montageorte.
2. Ermittlung der Koordinaten der einzelnen ortsfesten Standorte und deren Einzeichnung in topografische Kartensysteme (TOP 50 der Landesvermessungsämter) sowie die Erstellung der Geländeschnitte mit Entfernungen.
3. Berechnung der abgestrahlten Sendeleistung (ErP) für jede Station unter Berücksichtigung der Dämpfungskettenberechnung. Diese Daten werden u. a. für den Lizenzantrag bei der Bundesnetzagentur benötigt.

Für die Lizenzierung werden pro Station folgende Angaben benötigt:
- Position im WGS-84-Format
- Höhe über Normalnull (NN)
- Höhe der Antennen über Grund
- Art, Gewinn und Ausrichtung der Antenne
- HF-Ausgangsleistung des Senders
- Dämpfungskettenberechnung
- abgestrahlte Sendeleistung

Darüber hinaus ist dem Antrag auf Erteilung der Lizenzurkunde ein topografischer Übersichtsplan der Stationen im Maßstab 1:20000 beizufügen.